# Арверны
Арверны (лат. Arverni) — согласно историку Страбону, в III — II веках до н. э. — самое могущественное кельтское племя в Галлии (позднее — в римской провинции Аквитания — территория современной провинции Овернь, Франция).
Столицей арвернов являлся Августонемет (современный Клермон-Ферран), южнее которого располагалась крепость Герговия (Gergovia).
В 121 году до н. э. арверны были разбиты римскими полководцами Домицием Агенобарбом и Фабием Максимом Аллоброгиком, после чего доминирующее положение в Галлии перешло к племенам эдуев и секванов.
Во время Галльской войны арвернский вождь Верцингеториг (Vercingetorix) возглавил восстание объединённых галльских племён против Юлия Цезаря в 52 году до н. э. Несмотря на первоначальный успех при Герговии, восставшие были в конце концов окружены в крепости Алезия в центральной Галлии (современный Ализ-Сент-Рен близ Семюра, Франция) и после длительной голодной осады перебиты. В 46 году до н. э. взятый в плен Верцингеториг был среди прочих трофеев доставлен в триумфальной процессии в Рим и там задушен.

## Вожди арвернов
- Луэрн (фр., середина II века до н. э.), отец Битуита, богоподобный князь арвернов
- Битуит (фр., 121 год до н. э.), сын Луэрна, богоподобный князь арвернов
- Конгоннетиак (Континиак), сын Битуита
- Кельтилл (ок. 80—70 года до н. э.), отец Верцингеторига, вергобрет и богоподобный князь арвернов
- Гобаннит (фр., первая половина I века до н. э.), брат Кельтилла и дядя Верцингеторига
- Верцингеториг (ок. 53—46 года до н. э.), сын Кельтилла, богоподобный князь арвернов, в 52 году до н. э. объединил почти все галльские племена (кроме ремов и треверов) против римской экспансии во главе с Юлием Цезарем, однако предотвратить поражение галлов не смог.
- Веркассивеллан (перв. половина I века до н. э.), двоюродный брат Верцингеторига, один из лидеров в галльском восстании 52 года до н. э.
- Эпаснакт (Эспаснакт) (ок. 51 года до н. э.), лояльный Риму вергобрет арвернов
- Критогнат, один из галльских вождей 52 года до н. э., осажденных в Алезии